# Sophie von Griechenland

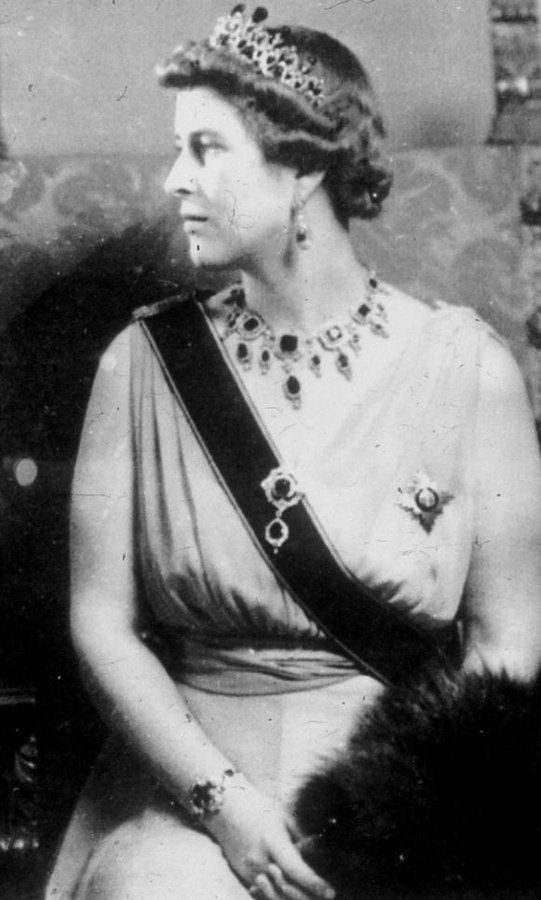
Sophie von Griechenland im Jahr 1943

Sophie Prinzessin von Griechenland und Dänemark (* 26. Juni 1914 in Schloss Mon Repos auf Korfu, Königreich Griechenland; † 24. November 2001 in Schliersee, Deutschland) war eine griechische Prinzessin aus dem deutschen Haus Schleswig-Holstein-Sonderburg-Glücksburg und letzte lebende Schwester von Prinz Philip. Über ihre Ehen war sie auch Prinzessin von Hannover und von Hessen-Kassel.

## Eltern
Sophie war die vierte Tochter des Prinzen Andreas von Griechenland und Dänemark (1882–1944) und dessen Gemahlin Prinzessin Alice von Battenberg (1885–1969), die 1903 geheiratet hatten, sowie die Enkelin väterlicherseits von König Georg I. von Griechenland und der Großfürstin Olga Konstantinowna Romanowa, einer Nichte von Kaiser Alexander II. von Russland. Sophies Großeltern mütterlicherseits waren Prinz Ludwig von Battenberg (später Louis Mountbatten, 1. Marquess of Milford Haven) und Prinzessin Viktoria von Hessen-Darmstadt und bei Rhein, die eine Enkelin von Königin Victoria war.

## Geschwister
- Margarita (1905–1981) ⚭ 1931 Gottfried Prinz zu Hohenlohe-Langenburg (1897–1960)
- Theodora (1906–1969) ⚭ 1931 Berthold Markgraf von Baden (1906–1963)
- Cecilia (1911–1937) ⚭ 1931 Georg Donatus von Hessen-Darmstadt (1906–1937), sie starben mit zweien ihrer drei Kinder bei einem Flugunfall
- Philip (1921–2021) ⚭ 1947 Königin Elisabeth II. von Großbritannien und Nordirland (1926–2022)

## Ehe und Kinder
Sophie heiratete am 15. Dezember 1930 in Kronberg im Taunus mit 16 Jahren den 29-jährigen Christoph Prinz von Hessen (1901–1943), jüngster Sohn von Friedrich Karl von Hessen, dem Oberhaupt des Hauses Hessen-Kassel, und dessen Gemahlin Margarethe von Preußen, einer Tochter Kaiser Friedrichs III. und Enkelin Königin Victorias. Aus der Ehe gingen fünf Kinder hervor:
- Christina (1933–2011)
- Dorothea Charlotte (* 1934)
- Karl (* 1937)
- Rainer (* 1939)
- Clarissa (* 1944)

Nach dem Tod ihres Gatten Christoph, der am 7. Oktober 1943 bei einem Flugzeugabsturz im Apennin, in der Nähe von Forlì, Italien ums Leben gekommen war, heiratete Sophie in zweiter Ehe am 23. April 1946 in Salem den etwas jüngeren Georg Wilhelm Prinz von Hannover (1915–2006), jüngeren Sohn des letzten regierenden Herzogs von Braunschweig Ernst August III. und seiner Gemahlin Prinzessin Viktoria Luise von Preußen, der Tochter Kaiser Wilhelms II. Durch den gemeinsamen Urgroßvater Christian IX. von Dänemark waren die Eheleute Cousin und Cousine zweiten Grades.
Aus dieser zweiten Ehe gingen drei weitere Kinder hervor.
- Welf Ernst August Andreas (1947–1981) ⚭ 1969 bis 1981 Wibke van Gunsteren
- Georg Paul Christian (* 1949) ⚭ 1973 Victoria Anne Bee
- Friederike Elisabeth (* 1954) ⚭ 1979 Jerry William Cyr

## Tod und Begräbnis
Sophie verbrachte ihre letzten Lebensjahre in der oberbayrischen Gemeinde Schliersee, wo sie am 24. November 2001 im Alter von 87 Jahren starb und auf dem dortigen Friedhof beigesetzt wurde. Ihr zweiter Ehemann, sieben ihrer acht Kinder, sowie ihr Bruder Philip überlebten sie.